# Нижний Бердянский маяк
Ни́жний Бердя́нский мая́к — расположен на севере Азовского моря на южной оконечности Бердянской косы, в городе Бердянск Запорожской области Украины.
Он указывает путь к Бердянскому порту, расположенному в глубине Бердянского залива.
Начато строительство 22 апреля 1838 года.
В качестве источника света использовались керосиновые лампы.
Здание маяка представляет собой восьмигранную каменную башню белого цвета с оранжевой полосой посередине.
Высота маяка — 23 метра.
С 1883 года в качестве источника света стали использоваться электрические лампы.
Использовался аппарат системы Френеля III разряда.
В 1889 году на маяке установили паровой гудок для подачи сигналов при плохой видимости — во время туманов и снега.
15 февраля 1911 года была проложена телефонная линия к маяку.
Маяк работает и сейчас.
При входе в маяк расположена надпись: «Маяки — святыня морей, они принадлежат всем и неприкосновенны, как полпреды держав».